# Bavaria – Traumreise durch Bayern
Bavaria – Traumreise durch Bayern ist ein deutscher Dokumentarfilm von Joseph Vilsmaier aus dem Jahr 2012. Der Kinostart in Deutschland war am 26. Juli 2012.

## Inhalt
Der Freistaat Bayern wird hauptsächlich in Luftaufnahmen gezeigt.

## Hintergrund

### Produktion
Die Bilder wurden mit einer Cineflex-Kamera gefilmt, einer Helikopterkamera, mit der aus großer Entfernung sehr scharfe Aufnahmen gemacht werden können. Die Cineflex-Kamera kam bereits bei den internationalen Produktionen Die Erde von oben, Die Nordsee von oben und Home zum Einsatz.

### Soundtrack
Haindling begleitet die Reise über und durch Bayern musikalisch.

## Kritiken
„Weil es dermaßen pressiert in diesem Film, sind die Schnitte oft ähnlich atemlos getaktet wie die Werbespots fürs Kinderfernsehen. Vilsmaier will dem Publikum alle bedeutenden Städte, Schlösser, Burgen, Kirchen und Klöster des Bayernlandes in 90 Minuten servieren - auf Hochglanz getrimmt, von Haindlings Klängen untermalt und mit einer futuristischen Kameratechnik eingefangen, die gleichwohl nicht verhindert, dass die Bildqualität merkwürdig volatil ist.“

## Auszeichnungen
Die Deutsche Film- und Medienbewertung (FBW) verlieh dem Film das Prädikat „wertvoll“.